# Nieuwe Gang
Nieuwe Gang of Nieuwegang is een gang in Amsterdam-Centrum.
Ze verbindt de Fokke Simonszstraat (tussen huisnummers 26 en 26a) en de Lijnbaansgracht (tussen huisnummers 325 en 333) met elkaar. Amsterdam kende talloze stegen met de naam Nieuwe Gang/Nieuwegang, maar dit bleef de enige officiële met die naam. De gangen werden zelden afgebeeld op plattegronden en zo ook geschiedde dat met deze gang. De gang lijkt te zijn ontstaan in de 18e eeuw. Toen werden de gebouwen Lijnbaansgracht 324 en Lijnbaansgracht 325 hier ge/herbouwd, terwijl de gebouwen aan de andere kant van de steeg Lijnbaansgracht 333, Lijnbaansgracht 334 en Lijnbaansgracht 335 van veel oudere datum zijn (datumstenen vermeldden 1665). Dit is als zodanig ook geadministreerd in het monumentenregister. Aan de kant van de Fokke Simonszstraat speelt hetzelfde; gebouw 26 dateert uit circa 1885 en 26a/28 uit 1871. De Nieuwe Gang slingert zich er tussendoor met twee haakse hoeken. De steeg kent slechts één huisnummer, Lijnbaansgracht 326; de steeg heeft daarom geen aparte postcode gekregen.

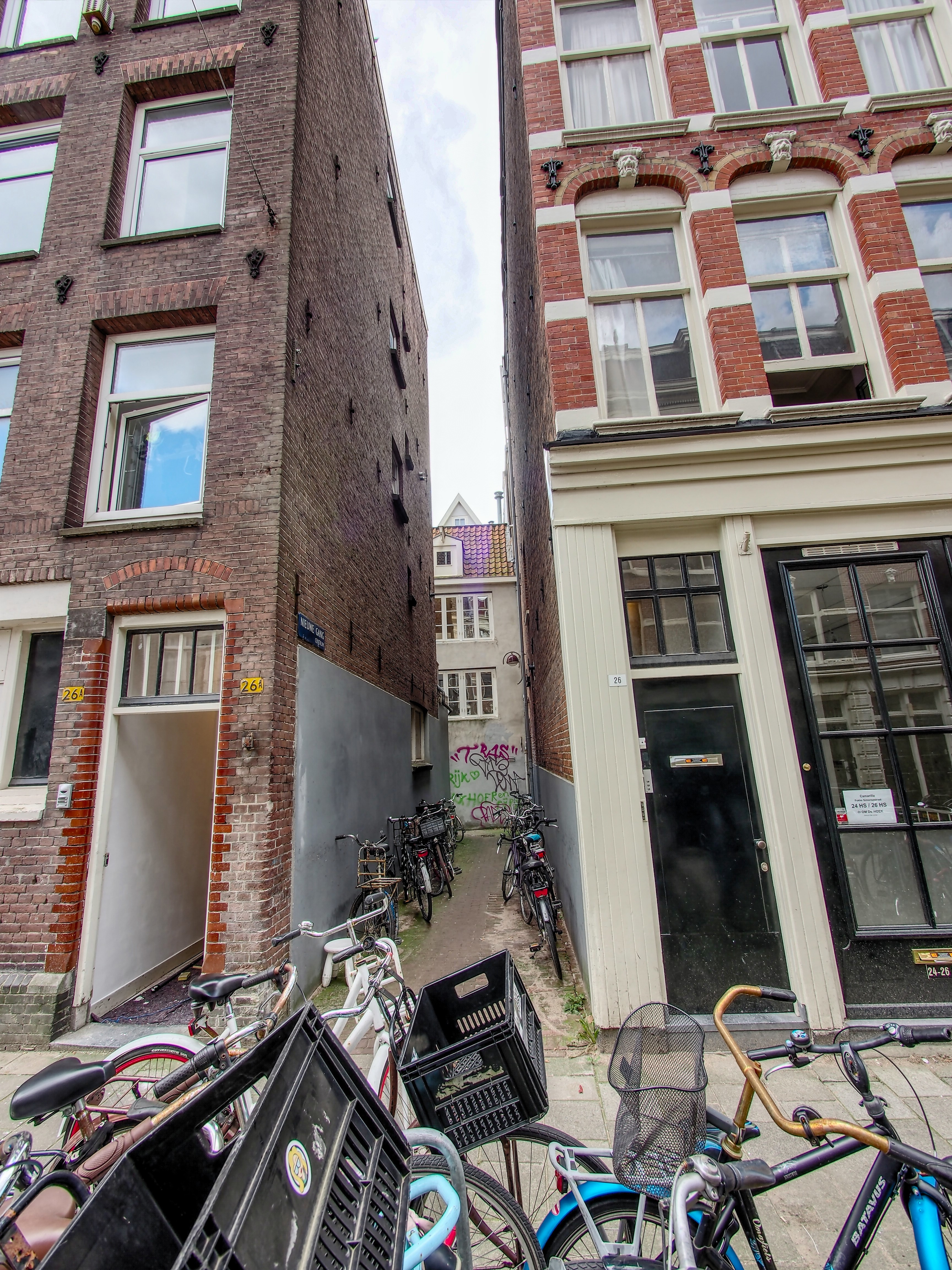
Nieuwe Gang, ingang Fokke Simonszstraat
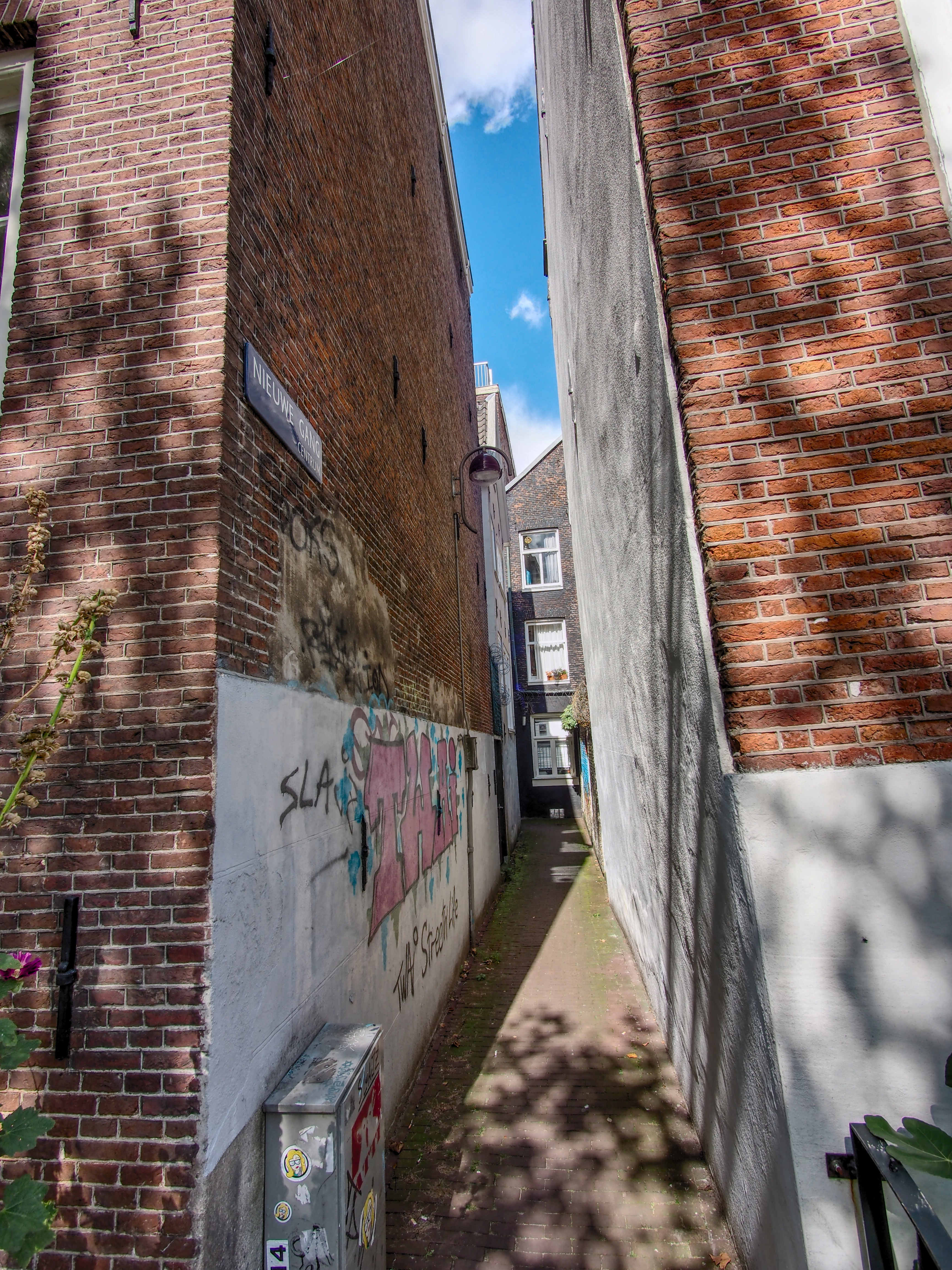
Nieuwe Gang, ingang Lijnbaansgracht